# Chiesa di Sant'Andrea in Catello
La chiesa di Sant'Andrea in Catello  è il più antico luogo di culto di Villa d'Adda in provincia, diventato proprietà privata e sconsacrato dal 1940.

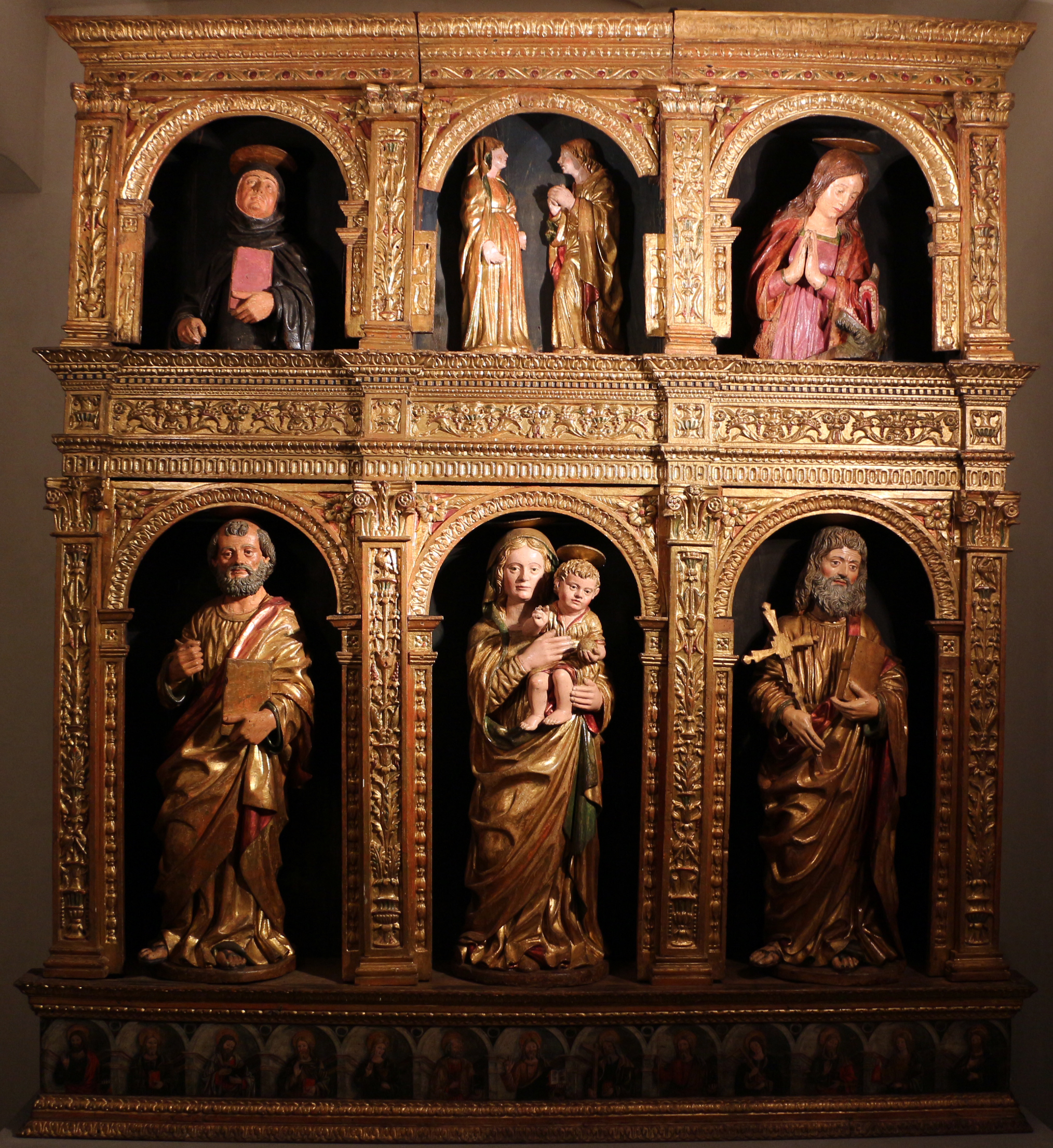
Pietro Bussolo, polittico scolpito con predella dipinta da un pittore lombardo con Cristo e gli apostoli

Nella chiesa si seguiva il rito ambrosiano, pur trovandosi sul territorio della diocesi bergamasca. La chiesa è destinata ad accogliere mostre, concerti e visite guidate.

## Storia
La chiesa fu edificata verso la prima metà del XII secolo, almeno dal 1149, quando viene citata in un atto di compravendita come confinante di un appezzamento di terreno edificata per permettere agli abitanti di Villa d'Adda di ricevere i sacramenti senza doversi recare all'antica pieve di Brivio.
Il primo documento che indica la presenza sul territorio di Villa d'Adda di una chiesa dedicata a sant'Andrea apostolo risale al 1387 e prendendo il nome della località: chiesa di Sant'Andrea in Castello o Catello. Le ricerche archeologiche hanno rinvenuto tracce di un edificio precedente, alcune pietre squadrate che dovevano essere il confine tra l'antico sagrato e la zona cimiteriale. Furono infatti rinvenute ben 46 tombe risalenti dall'VIII al IX secolo Si considera che la struttura fosse in parte lignea, cosa comune nel periodo come indicherebbero le tracce lasciate nel sito archeologico di San Tomè a Carvico.
 

Secondo lo storico Donato Calvi la chiesa fu consacrata ed elevata a parrocchia nel 1395, dove risulta essere sussidiaria la chiesa di Santa Margherita di Catello precedentemente indicata come parrocchia: 
(Donato Calvi)

Nel Quattrocento tra il 1454 e il 1469 fu ricostruita in arenaria grigia proveniente dalle cave presenti nella località Faida del monte dei Frati. Malgrado non vi siano più tracce dell'antica chiesa romanica, si ritiene che non siano state modificate le forme strutturali architettoniche.
(Donato Calvi)
La chiesa risulta infatti non fosse ultimata nel 1463 quando vi viene rogato un atto venendo indicata come chiesa nova e fabrica fienda, nonché numerosi altri documenti. La prima messa vi fu celebrata il 5 giugno 1468 alla presenza di numerosi fedeli. Nel 1491 gli fu affidata la piccola chiesa di Santa Maria della Cuna che godeva del giuspatronato della famiglia Bernardi, nonché quella di San Martirio di cui condivideva il beneficio.
Nel 1575 la chiesa fu visitata dall'arcivescovo san Carlo Borromeo, il quale ordinò che fossero decorate le cappelle e che venisse inserito in una di queste il fonte battesimale. Per questo tra il Cinquecento e il Seicento l'edificio fu modificato in stile barocco, furono realizzati i decori da parte degli stuccatori Lorenzo e Gerolamo Porta, con l'apertura di ulteriori finestre. Nonostante le nuove decorazioni, essendo troppo distante dal centro urbano, fu lentamente lasciata dai fedeli che trovavano difficoltà a raggiungerla, portandola a uno stato di degrado che richiedeva troppi lavori e costi per la sua ristrutturazione, per questo fu definitivamente abbandonata nel 1755 dopo che ne era stata costruita una nuova nel 1736 più centrale alla località di Villa d'Adda che ne aveva mantenuta l'intitolazione.
L'antica chiesa venne sconsacrata nel 1940 contro la volontà d'allora vescovo Adriano Bernareggi, e trasformata in luogo di stoccaggio agricolo e come deposito di attrezzi. Alcuni mezzi pesanti hanno fatto cedere la pavimentazione rovinando le sepolture che vi erano all'interno dell'aula. È poi stata acquistata dal privato Giampietro Biffi nel 1998 che ha seguito lavori di manutenzione ridando all'antico edificio la forma artistica originaria, e diventando luogo per visite guidate, conferenze e concerti. L'antica chiesa conservava il polittico di Sant'Andrea opera cinquecentesca lignea di Pietro Bussolo. Molte delle opere che vi erano conservate sono state collocate nella chiesa parrocchiale, mentre il polittico è ospitato nel museo Adriano Bernareggi di via Pignolo a Bergamo.

## Descrizione

### Esterno

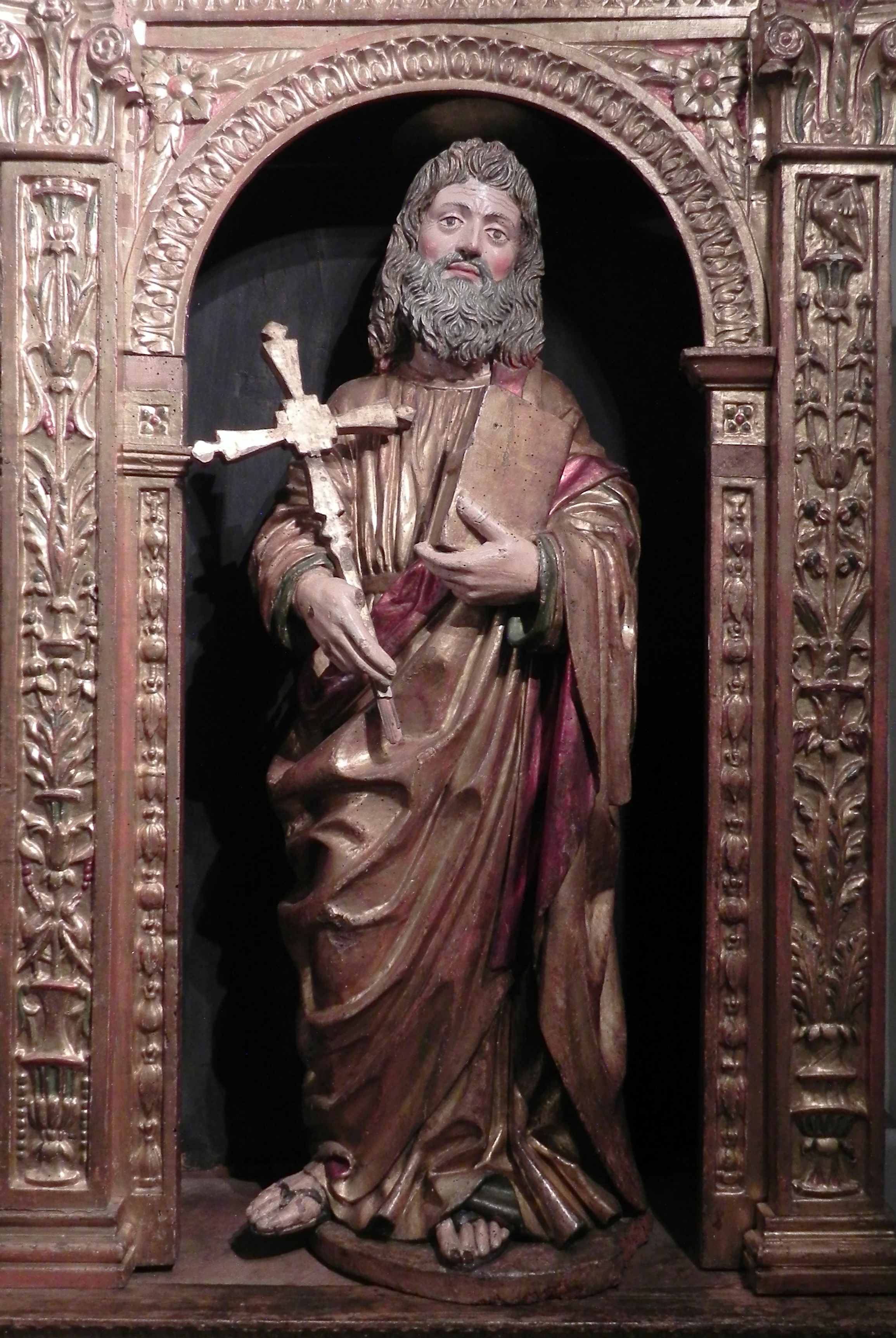
Sant'Andrea apostolo-particolare del polittico

L'edificio di culto occupa un territorio di 230 m² e si presenta con il classico orientamento liturgico con abside a est, e inserito nel complesso di più fabbricati adibiti ad abitazione privata di cui alcuni risalenti al Quattrocento.

### Interno
L'interno a unica navata con pavimento in cotto, si divide in quattro campate da archi a sesto acuto con la copertura lignea con travi a vista a capanna, mentre la copertura esterna è in ferro e cotto, conseguenza di un incendio del 1973 che ha portato a un restauro protettivo. L'aula si presenta con la conformazione tipica delle chiese atte alla predicazione, la buona qualità acustica la rende adatta anche per i concerti.
La zona del presbiterio è anticipata dall'arco trionfale con copertura a volta a botte tronco-conica, con la pavimentazione si presenta con tre tipi di marmi: nero di Ardesio, grigio di Zandobbio e arabescato proveniente da San Giovanni Bianco.
L'aula conserva ottimi affreschi tra i quali quelli seicenteschi: Trionfo di Cristo e Quattro evangelisti e altri lavori di Gian Paolo Cavagna, proprio questi quattro presentano nel personaggio di san Marco il buco che serviva alla corda che creava movimento alle campane del piccolo campanile a vela. Vi sono inoltre affreschi raffiguranti santi, probabili ex-voto, e un'ultima cena realizzata da un artista locale. I restauri hanno permesso di rivedere gli stucchi seicenteschi che si erano guastati con il tempo e le infiltrazioni d'acqua.
Importante è anche la conservazione delle 46 tombe che sono state rinvenute negli scavi archeologici del 2005, eseguiti con la supervisione della soprintendenza dei beni culturali. Queste si presentano su tre livelli differenti. Alcune sono poste all'altezza dell'assetto dell'aula, mentre altre sono poste a un livello inferiore, visibile da un passaggio con copertura in vetro, quelle poste in uno strato ancora inferiore sono visitabili direttamente dagli scavi con ben 25 tombe risalenti tra l'VIII secolo e il IX, a conferma della presenza di un luogo di culto molto antico.